# Melanolophia dislocata
Melanolophia dislocata är en fjärilsart som beskrevs av W. Warren 1904. Melanolophia dislocata ingår i släktet Melanolophia och familjen mätare. Inga underarter finns listade i Catalogue of Life.